# Transjugularni intrahepatični portosistemski obvod
Transjugularni intrahepatični portosistemski obvod, tudi transjugularni intrahepatični portosistemski spoj, (TIPS, angl. transjugular intrahepatic portosystemic shunt) je radiološki intervencijski postopek za zmanjšanje portalne hipertenzije pri cirozi jeter, pri katerem se s katetrom, vstavljenim skozi jugularno veno, vzpostavi zveza med vejo jetrne vene in vejo portalne vene, v komunikacijo pa se vstavi kovinska opornica. Poseg se izvaja v splošni ali lokalni anesteziji. Za oceno prehodnosti vstavljene opornice se uporablja ultrazvočni pregled.

## Indikacije
Indikacije za zdravljenje s transjugularnim intrahepatičnim portosistemskim obvodom so zapleti portalne hipertenzije pri cirozi jeter in Budd-Chiarijev sindrom. Indikacije so lahko absolutne ali relativne. Absolutne so brezpogojne in zajemajo akutno krvavitev iz varic, kadar druge manj invazivne metode zdravljenja niso uspešne, ponavljajoče krvavitve iz varic in ascites in/ali hidrotoraks, ki ne reagirajo na zdravljenje. Relativne so odvisne od drugih okoliščin in zajemajo portalno hipertenzivno gastropatijo, trombozo portalne vene, s kavernozno transformacijo ali brez nje, preprečevanje zapletov pred in med presaditvijo jeter, Budd-Chiarijev sindrom in hepatorenalni sindrom.

## Tveganja in zapleti
Zapleti so zelo redki, so pa možni in v najhujši obliki lahko tudi smrtni. Med posegom ali takoj po njem so možni naslednji zapleti:
- poškodbe notranjih organov, z delno ali popolno okvaro njihovega delovanja;
- vnetja, od blažjih do takih, ki zahtevajo podaljšano zdravljenje, zelo redko pa so tudi neobvladljiva;
- alergična reakcija na lokalni anestetik ali na kontrastno sredstvo;
- zapora žile med posegom;
- izvedba komunikacije ne uspe;
- neustrezna postavitev opornice;
- vbrizganje kontrastnega sredstva izven žil;
- odtrganje dela materiala s katerim opravljamo poseg – odlomljeni del ostane v žili in je za njegovo odstranitev potrebna razširitev posega, dodaten perkutani poseg ali celo operacija;
- krvavitve na mestu vboda ali mestu posega v telesu, od blagih do hudih ali smrtnih.

Življenjsko ogrožajoči zapleti, kot so krvavitev, poškodba jetrnega žilja ali poškodba srca, so redki in se pojavljajo v povprečju pri 1,7 % bolnikov.
Med dolgoročnimi zapleti je najpogostejša motena prehodnost spoja.  Najpogostejši zgodnji vzrok za moteno prehodnost spoja je tromboza opornice, ki se običajno pojavi v prvih tednih po posegu. Prehodnost spoja se lahko manjša tudi zaradi hiperplazije endotelija v veni.